# 天使危機
《天使危機》（Angel in Crisis），香港麗的電視1981年製作的劇集，首播時間為1981年9月7日－9月25日，由李兆熊及黎大煒擔任監製。

## 劇情簡介
富商鄒子安經營的油厰安興隆産品——天使牌廚中寶即將推出之際，不料食用此産品者都出現不適現象。熱血青年司徒偉与女友陳家茵暗中調查此事，誓要抓出幕後兇手，卻目睹与此案有關的人員接二連三地離奇死去。後來，衆人發現往産品中下毒的人，竟是安興隆經理丁文彬。但丁文彬這樣做，只為了獲得報酬後，帶女友楊詩敏前往美國治病。在衆人努力下，終于成功解除安興隆險些破産的危機。可惜，丁文彬在登機前慘遭殺人滅口，留下了遺憾。

## 演員表
- 萬梓良 飾 司徒偉
- 馬敏兒 飾 陳家茵
- 潘志文 飾 丁文彬
- 阮佩珍 飾 楊詩敏
- 白韻琴 飾 許惠芬
- 吳　回 飾 莫熹
- 鮑漢琳 飾 陳兆基
- 良　鳴 飾 楊震
- 司馬華龍 飾 鄒子安
- 劉　江 飾 王莊信
- 梁舜燕 飾 李玉蘭
- 黎　萱 飾 偉媽
- 朱德惠 飾 莫大安
- 陳婉薇 飾 安妻
- 卡迪遜 飾 鄒仲賢
- 林偉祺 飾 黎偉東
- 葉天行 飾 殺手
- 陳中堅 飾 馬醫師
- 蕭山仁 飾 工人
- 區　嶽 飾 工人
- 盧華昌 飾 工人
- 陳伯元 飾 工人
- 梁德威 飾 工人

## 重播
亞洲電視本港台曾於2008年重播此劇。由於重播時部分片段已受損，故剪輯成14集播出。2024年1月，亞視將此劇上載至旗下YouTube頻道，集數還原為15集。